# Kap Hodgson
Kap Hodgson ist das Nordkap von Black Island im antarktischen Ross-Archipel. Es liegt unmittelbar nordöstlich des Mount Melania.
Teilnehmer einer von 1958 bis 1959 durchgeführten Kampagne im Rahmen der New Zealand Geological Survey Antarctic Expedition benannten es. Namensgeber ist Thomas Vere Hodgson (1864–1926), Biologe bei der Discovery-Expedition (1901–1904) unter der Leitung des britischen Polarforschers Robert Falcon Scott, der die Insel gemeinsam mit dem Expeditionsarzt Reginald Koettlitz, dem Geologen Hartley Ferrar und dem Physiker Louis Bernacchi besucht hatte.